# Cosimo Medičejski Starejši
Cosimo Medičejski Starejši, ugledni gospod, neformalni voditelj florentinske republike, * 27. september 1389, Firence, † 1. avgust 1464, Firence.
Cosimo je s svojo preudarnostjo, humanizmom in ekonomsko močjo svoje banke dejansko vodil florentinsko republiko. Ker ni imel formalne politične moči, je bil ves čas odvisen od pravilnosti svojih odločitev. Meščani so mu ob koncu življenja podelili častni naslov pater patriae, oče domovine.

## Čas do očetove smrti 1429
Cosimu je oče zagotovil dobro šolanje. Naučil se je nemščine, francoščine, latinščine, pa tudi hebrejščina, grščina in arabščina mu niso bile povsem tuje. Lekcije filozofije so mu vzbudile spoštovanje do klasičnih učenosti in idealov. Kot vedoželjen humanist je že kmalu začel zbirati knjige. Zanimali sta ga arhitektura in umetnost.
Večkrat se je izkazal kot odposlanec in ambasador. Svetoval je očetu pri donacijah v razvoj mesta. V čudaškem Filippu Brunelleschiju je prepoznal resničnega mojstra in mu najprej zaupal gradnjo sirotnišnice Ospedale degli Innocenti in obnovo cerkve San Lorenzo, pri kateri so Medičejci financirali zakrstijo in medičejsko kapelo. Nato je prepričal mestne može, da so Brunelleschiju poverili gradnjo kupole stolnice Santa Maria del Fiore, ki je že 100 let čakala na mojstra, ki bi se je znal lotiti.

## Izgon in zmagoslavna vrnitev
V florentinski "demokraciji" so imeli pravico do sodelovanja v telesih upravljanja le premožni meščani, člani cehov, ki so redno plačevali davke. Takih je bilo malo. Jasno je, da so se grupirali po interesih in zavezništvih med vplivnimi družinami. Za vsakogar se je vedelo, kam spada. S časom se je število podpornikov Medičejcev, Cosima in njegovega bratranca Averarda, tudi uspešnega politika in gospodarstvenika, povečevalo. Zato so 1433 Albizzi, ki so imeli tedaj največ vpliva na oblast, pod pretvezo zvabili Cosima v vladno palačo in ga dali zapreti. Po krivem so ga obtožili izdaje domovine in skušali pri pristojnih republiških telesih doseči njegovo usmrtitev. A je bilo nasprotovanje meščanov pa tudi papeža in tujih ambasadorjev tolikšno, da so dosegli le izgon. Cosimo se je z družno umaknil v Padovo in nato v Benetke. Povsod je bil sprejet s častmi.
V Cosimovi odsotnosti so se v Firencah nasprotja med pristaši in nasprotniki Medičejcev stopnjevala v grožnje med oboroženimi skupinami. Proti Albizzom je bilo vse več glasov tudi iz sosednjih držav in od papeža, mesto pa je zašlo v finančne težave. Po enem letu so mestne oblasti in papež prosile Cosima, da se vrne in se spet vključi v upravljanje mesta.

## V vojni
Da bi zavaroval svojo moč in vpliv, je Cosimo vpeljal v organizacijo uprave nekatere spremembe. Kljub temu ni imel mirnega življenja. Nenehne vsiljene vojne s sosedi so zviševale davke, višji davki so prinašali nezadovoljstvo in dvome v pravilnost Cosimove zunanje politike.
Izgnani Albizzi so v sosednjem Milanu, tradicionalnem sovražniku Firenc, vzpodbujali vojvodo Viscontija k napadu na Firence, češ da se bodo meščani ob pritisku od zunaj tudi sami uprli nepriljubljenim Medičejcem. A napade v letih 1437, 1438 in 1440 so Firenčani odbili.
1447 je vojvoda Filippo Maria Visconti umrl. V oporoki je imenoval za svojega naslednika aragonskega kralja Neapeljskega kraljestva Alfonsa, s čimer se pa niso strinjali drugi upravičenci do nasledstva. Cosimo je podprl Viscontijevega zeta Francesca Sforzo, ki mu je osebno zaupal, z obrazložitvijo, da bi bilo za Firence ugodno imeti za soseda zanesljivega zaveznika. Republikanci v Firencah so temu nasprotovali. Neapelj in Benetke sta Firencam in Milanu napovedala vojno. Končno je rešitev našla Cosimova diplomacija, ki je za pomoč pridobila francoskega kralja Karla VII. Spor so zaključili po turški osvojitvi Bizanca z mirom v Lodiju 1454, kjer so se dogovorili za ozemeljski status quo in priznali Francesca Sforzo za milanskega vojvodo. Pogodbo je podpisal tudi Neapeljski kralj. Po petdesetih letih nemirov je bil to prvi obet za trajnejši mir v severni Italiji.

## V miru
V vmesnih mirnejših obdobjih so Firenčani pod Cosimovim vodstvom ustvarili dosežke, ki jih lahko občudujemo še danes.
1436 je Filippo Brunelleschi končal gradnjo kupole na mestni stolnici brez podpornega odra, kar se še danes zdi neverjeten dosežek. Tri leta kasneje so Firence gostile ekumenski koncil. V mesto je prišlo veliko gostov. Tu so bili papež Evgen IV. in bizantinski patriarh, bizantinski cesar Ivan Paleolog VIII., ki je prišel s spremstvom 700 ljudi, med njimi škofi, teologi, filozof-novoplatonist Pleton in drugi učenjaki. V mestu so se zadrževali na Cosimove stroške celo leto in ponesli v svet novico o novem Rimu ob reki Arno. Spektakel so ovekovečili mnogi florentinski slikarji. Močno se je povečalo zanimanje za klasično kulturo. Vzbudila se je ideja o novi Platonovi akademiji in obogatila se je Cosimova knjižna zbirka.
Cosimo je zbiral knjige že ves čas. Pošiljal je svoje ljudi po svetu, v nemške samostane, Grčijo, na Bližnji vzhod, da so kupovali in prepisovali stare knjige. Na ta način je ustvaril osnovo za prvo javno knjižnico, ki so jo njegovi nasledniki razvili naprej v knjižnico Medicea Laurenziana, s preko 10.000 kodeksi, med njimi stotinami iz časa Danteja in Petrarce.
Kot mecen je Cosimo podprl filozofa Marsilia Ficina, ki je potem prvi prevedel kompletno Platonovo delo, in bistrega revnega študenta Tomaso Parentucellija, ki je kasneje postal papež Nikolaj V. Tudi Enea Silvio Piccolomini, od 1458 papež Pij II., je bil star prijatelj Medičejcev. O Cosimu je rekel, da »se je politika ustvarjala v njegovi hiši…., se ni veliko udeleževal javnih služb, raje je izbiral svoje kandidate.…, je odločal o vojni in miru.…, je bil kralj razen po imenu«.
Mecičejci so podpirali umetnike, a so ves čas skrbeli, da so beležili tudi njihovo veličino. Za Cosima so delali kipar Donatello, slikarji Fra Angelico, Filippo Lippi in arhitekta Filippo Brunelleschi in Michelozzo. Slednji je s Palazzo Medici Riccardi vpeljal nov slog renesančne palače. Med najbolj občudovanimi dosežki tega obdobja so tudi bronasta vrata v Baptisterij svetega Janeza Krstnika Lorenza Ghibertija, severna in zlasti vzhodna, ki jih je dokončal leta 1456 po petdesetih letih dela.
Veliko Cosimovih dotacij je bilo namenjenih verskim objektom, med katerimi so: dormitorij novicev in kapela v cerkvi Santa Croce, kor v baziliki Santissima Annunziata, knjižnica v sedaj porušeni cerkvi San Bartolomeo, opatija San Domenico in samostan San Girolamo v Fiesolah, udeležen pa je bil tudi pri obnovi kolegija florentinskih študentov v Parizu, obnovi cerkve San Spirito v Jeruzalemu in dozidavi k frančiškanskemu samostanu v Assisiju. Ogromno denarja je vložil v Michelozzovo predelavo samostana San Marco. Cosimo je imel navado reči, da »nikdar ne bo mogel dati Bogu dovolj, da bi se v poslovnih knjigah pokazal kot njegov dolžnik«.

## Banca de Medici in trgovsko podjetje
Kot bankir je bil sposoben kot oče. Nastavljal je zanesljive lojalne zastopnike, ki so v Firence natančno poročali o svojih dejavnostih, in jih dobro plačal. Imel je poslovalnice po vsej Evropi. Nekatere so bile istočasno florentinske ambasade.
Podjetje Medičejcev se je ukvarjalo z vsem, kar se je drago prodajalo: tapiserije, relikvije, konji, sužnji, holandske slike, začimbe, svila, volna, blago, poper, sladkor, olivno olje, citrusi, krzno, brokat, barve, dragi kamni, galun za pripravo barv, ki so ga sprva uvažali iz Male Azije, 1460 pa so odkrili nahajališče v papeški državi in skupaj s papežem ustanovili podjetje, ki je prinašalo ogromne dohodke.

## Pater patriae
Cosima je vse življenje mučil protin. Ob koncu življenja se mu je bolezen močno poslabšala. Izgubil je mlajšega sina Giovannija, ki ga je namenil za naslednika podjetja, in njegovega sina, ljubljenega vnuka Cosimina. Umrl je v bolečinah in žalosti. Pokopan je v tleh pred oltarjem cerkve San Lorenzo v Firencah.
Ljudje so ga častili. Oblast mu je podelila po starorimljanskem vzoru častni naziv pater patriae, oče domovine.

## Predniki in nasledniki
Cosimo je bil sin Giovannija di Biccija.
Poročil se je 1416 s Contessino de' Bardi, s katero sta imela dva sina:
- Piera Protinastega (* 1416, † 1469), očeta Lorenza Veličastnega in
- Giovannija (* 1416,† 1469).

S sirsko sužnjo je imel je še: 
- nezakonskega sina Carla (* 1428, † 1492), ki je postal prelat.

Vse tri je vzgajal skupaj v domači hiši.